# Басове (Золотухинський район)
Басове (рос. Басово) — присілок в Золотухинському районі Курської області Російської Федерації.
Населення становить 9 осіб. Входить до складу муніципального утворення Онуфрієвська сільрада.

## Історія
Населений пункт розташований на території українського етнічного та культурного краю Східна Слобожанщина.
Від 2004 року входить до складу муніципального утворення Онуфрієвська сільрада.

## Населення
| 2002 | 2010 |
| ---- | ---- |
| 10   | ↘9   |